# チュ・ダハ

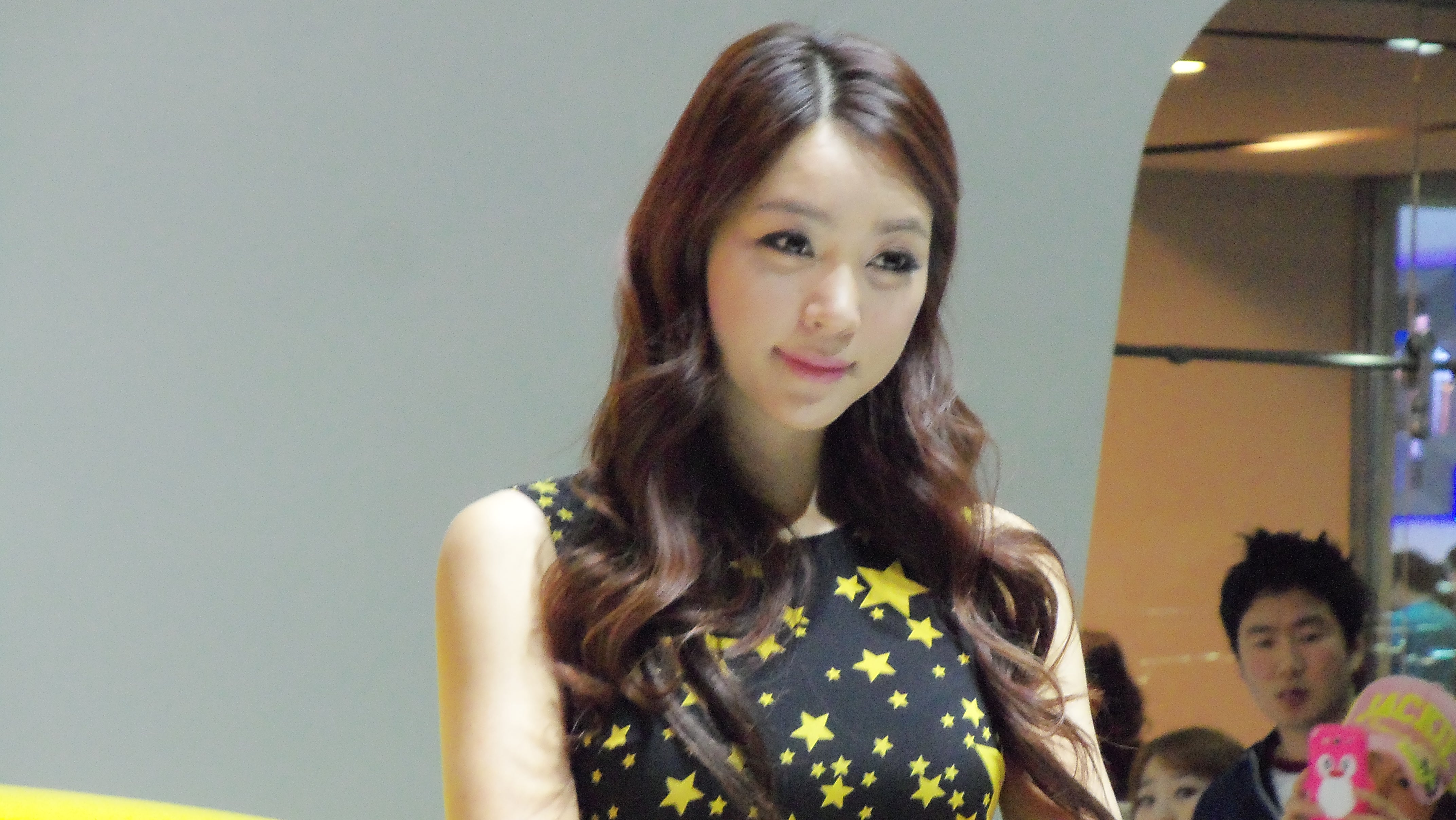
2013年

チュ・ダハ（朝鮮語: 주다하、1985年12月16日 - 2016年5月15日）は、大韓民国のレースクイーン。
2008年にレースクイーンとして登場し、ROAD FCのラウンドガールとしても活動していたことがある。

## 死去
2016年5月15日午前8時40分ごろ、アジアスピードフェスティバルに出席するために霊岩郡三湖邑の交差点でバンに乗っていたところ、別のバンと衝突した事故に巻き込まれ30歳で死去した。